# Печенга (річка)
Печенга — річка в Печензькому районі Мурманської області. Довжина 110 км. Витік річки розташований на виході з озера Мометяурі, впадає в Печензьку губу Баренцового моря. У верхній течії порожиста і проходить через озера Піедс'яур, Кіедг'яур, Руоссел'яур і Каллояур. Живлення в основному снігове. Найбільші притоки — Намайокі і Мала Печенга. На річці розташовані населені пункти: Печенга, станція Печенга, Корзуново і Шляхова Садиба 9 км. На березі річки знаходиться Печензький монастир. В наш час[коли?] сильно забруднена сполуками важких металів в результаті розробки корисних копалин в басейні річки.